# The Wizard of Lies
Pour plus de détails, voir Fiche technique et Distribution.
The Wizard of Lies est un téléfilm américain réalisé par Barry Levinson, diffusé pour la première fois le 20 mai 2017 aux États-Unis sur HBO.

## Synopsis
L'histoire du sulfureux financier Bernard L. Madoff, l'escroc de Wall Street condamné en 2009 à 150 ans de prison pour avoir détourné près de 65 milliards de dollars.

## Fiche technique
Sauf indication contraire, les informations mentionnées dans cette section peuvent être confirmées par la base de données cinématographiques IMDb,  présente dans la section « Liens externes ».
- Titre original : The Wizard of Lies
- Réalisation : Barry Levinson
- Scénario : Sam Levinson, Samuel Baum et John Burnham Schwartz, d'après The Wizard of Lies de Diana B. Henriques
- Musique : Evgueni Galperine et Sacha Galperine
- Direction artistique : Ryan Palmer
- Décors : Laurence Bennett
- Costumes : Rita Ryack
- Photographie : Eigil Bryld
- Montage : Ron Patane
- Production : Joseph E. Iberti
  - Coproduction : Amy Herman
  - Production déléguée : Robert De Niro, Barry Levinson, Jane Rosenthal, Jason Sosnoff (co) et Berry Welsh
- Sociétés de production : HBO Films et Tribeca Productions
- Société de distribution : HBO (États-Unis)
- Pays d'origine :  États-Unis
- Langue originale : anglais
- Format :
- Genre : drame, biopic
- Durée : 132 minutes
- Dates de sortie[1] : 
  - États-Unis : 20 mai 2017 (première diffusion TV sur HBO)
  - France : 2 juillet 2017 (première diffusion TV sur OCS City)

## Distribution
- Robert De Niro (VF : Jacques Frantz) : Bernard Madoff
- Michelle Pfeiffer (VF : Emmanuelle Bondeville) : Ruth Madoff
- Alessandro Nivola (VF : Philippe Bozo) : Mark Madoff
- Hank Azaria (VF : Michel Vigné) : Frank DiPascali
- Nathan Darrow (VF : Axel Kiener) : Andrew Madoff
- Diana Henriques (VF : Frédérique Cantrel) : Diana Henriques
- Sydney Gayle : Emily Madoff
- Lily Rabe (VF : Émilie Rault) : Catherine Hooper
- Kristen Connolly (VF : Elisabeth Ventura) : Stephanie Madoff
- Kathrine Narducci : Eleanor Squillari
- Steve Coulter : Martin London

Version française
Studio de doublage : Karina films
Direction artistique : Claudio Ventura
Adaptation : Michel Mella & Jérôme Pauwels
 Source et légende : version française (VF) sur RS Doublage

## Production

### Attribution des rôles
Robert De Niro est à nouveau dirigé par Barry Levinson, après Sleepers (1996), Des hommes d'influence (1997) et Panique à Hollywood (2008).
Le 27 août 2015, Michelle Pfeiffer et Alessandro Nivola rejoignent la distribution pour incarner respectivement Ruth, la femme de Bernard Madoff, et son fils Mark Madoff. Le 9 septembre 2015, Hank Azaria décroche le rôle de Frank DiPascali. Le 10 septembre 2015, Nathan Darrow, Kristen Connolly, Kathrine Narducci et Steve Coulter obtiennent les rôles respectifs d'Andrew Madoff, Stephanie Madoff, Eleanor Squillari et Martin London. Diana B. Henriques (en), dont le livre a servi de base au scénario, incarne son propre rôle. Le 11 septembre 2015, Lily Rabe décroche le rôle de Catherine Hooper.

### Tournage
Le tournage débute le 31 août 2015 à New York.